# Princesse Dragon
Pour plus de détails, voir Fiche technique et Distribution.
Princesse Dragon est un film d'animation français réalisé par Anthony « Tot » Roux et Jean-Jacques Denis et sorti en 2021.
Après Dofus, livre 1 : Julith six ans plus tôt, il s'agit du second film du duo et du troisième film produit par Ankama Animations.

## Synopsis
Poil est une petite fille élevée par un puissant dragon. Mais lorsque son père doit payer la Sorcenouille de son deuxième bien le plus précieux, c'est Poil qu'il offre, plongeant sa fille dans une infinie tristesse et l'obligeant à fuir la grotte familiale. Poil se lance alors dans un voyage à la découverte du monde des hommes. À leur contact, elle apprendra l'amitié, la solidarité, mais aussi la cupidité qui semble ronger le cœur des hommes.

## Fiche technique
Sauf indication contraire, les informations mentionnées dans cette section peuvent être confirmées par les bases de données cinématographiques IMDb et TMDB,  présentes dans la section « Liens externes ».
- Titre original : Princesse Dragon
- Réalisation : Anthony « Tot » Roux et Jean-Jacques Denis
- Scénario : Anthony « Tot » Roux
- Musique : Pierre-Jean Beaudoin
- Production : Frédéric Puech
- Sociétés de production : Ankama Animations, MadLab Animations et Pictanovo
- Société de distribution : Gebeka Films (France)
- Pays de production :  France
- Langue originale : français
- Genre : Animation, aventure et fantasy
- Date de sortie :
  - France : 15 décembre 2021

## Distribution
Sauf indication contraire, les informations mentionnées dans cette section peuvent être confirmées par la base de données cinématographiques Unifrance,  présente dans la section « Liens externes ».
- Lila Lacombe : la princesse
- Kaycie Chase : Poil
- Jérémie Covillault : le dragon
- Colette Venhard : Sorcenouille
- Michel Bompoil : le roi
- Florence Viala : la reine
- Jean-Christophe Dollé : Fiduval
- Lionel Tua : Bourya
- Edwige Lemoine : Mimi
- Thomas Sagols : Albert
- Dorothée Pousséo : Zéphir et Roc

## Accueil

### Box-office
En France, le film, sorti le 15 décembre 2021, réalise 40 700 entrées en première semaine, un peu plus de 20 000 en deuxième semaine, environ 11 000 en troisième semaine et environ 4800 en quatrième semaine, ce qui le porte à un peu plus de 76 000 entrées en un mois. Dans la semaine du 9 au 16 février 2022 (en neuvième semaine), il dépasse les 94 000 entrées, et dans la semaine du 23 février au 2 mars (en onzième semaine), il dépasse les 100 000 entrées avec un peu plus de 101 200 entrées.

## Suite
Dans l'optique de former une trilogie, une suite dénommée Princesse Reinette est annoncée par Anthony Roux en 2021, avec le même duo à la réalisation,.